# Messerschmitt Bf 109
Messerschmitt Bf 109 a fost un avion de vânătoare german din cel de al Doilea Război Mondial, proiectat de Willy Messerschmitt în anii 1930. La vremea sa a fost unul dintre cele mai moderne avioane de vânătoare, având construcție monococă complet metalică, carlingă închisă și tren de aterizare escamotabil. Bf 109 a fost produs în cantități mai mari decât orice avion în decursul istoriei, până în aprilie 1945 fiind produse 33 984 de bucăți. Ponderea sa a fost de 47 % din totalul avioanelor produse în Germania și 57 % din totalul avioanelor de vânătoare produse în Germania. Bf 109 a fost coloana vertebrală a aviației de vânătoare a Luftwaffe în cel de al Doilea Război Mondial. Bf 109 a fost avionul de vânătoare care a avut cele mai multe victorii din al Doilea Război Mondial. Conceput inițial ca interceptor, ulterior a fost adaptat pentru misiuni de însoțire și protejare a bombardierelor, vânător de zi și noapte, recunoaștere și atac la sol.
Pe Bf 109 au zburat primii trei ași ai celui de al Doilea Război Mondial: Erich Hartmann (352 victorii), Gerhard Barkhorn (301 victorii) și Günther Rall (275 victorii). Toți aceștia au zburat în cadrul Jagdgeschwader 52 (flotilă), care a înregistrat peste 10 000 de victorii, în principal pe frontul de Est. Pe Bf 109 au zburat și ași ai aviațiilor din alte țări, ca Ilmari Juutilainen (Finlanda, 94 victorii),, Constantin Cantacuzino (România, 60 victorii), Alexandru Șerbănescu (România, 47 victorii), Mato Dukovac (Croația, 44 victorii) și Szentgyörgyi Dezső (Ungaria, 34 victorii). 
Avionul a fost produs in diferite variante, destinate pentru anumite sarcini pe frontul de luptă. 
- Variantele A, B, C, D, dotate cu motoare Jumo 210 (660-690 cai putere). Armamentul era alcătuit din 2 mitraliere de 7.92 mm MG17. Au fost folosite de Legiunea Condor în Războiul civil din Spania.

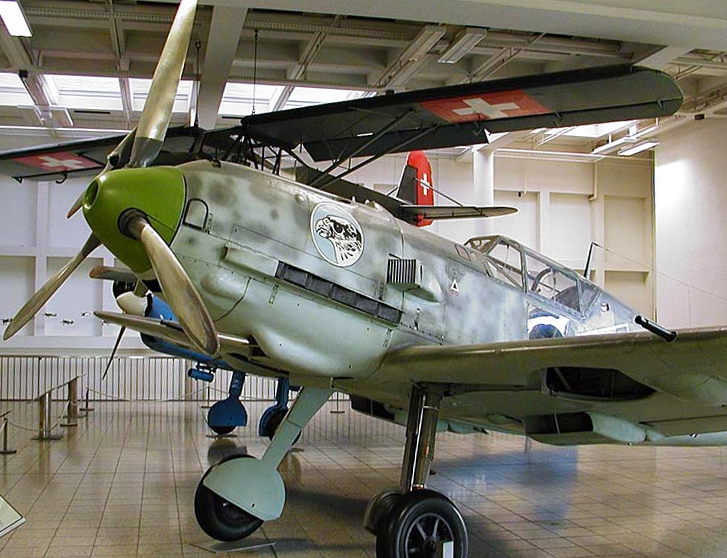
Bf 109E în muzeu.

- Varianta E, sau "Emil" cum era poreclită de piloți, a fost prima variantă care a intrat in producția masivă. Motorizat de un Daimler-Benz DB601 (1,085 cai putere), avionul era superior în manevre verticale tuturor avioanelor la acea vreme. înarmat cu 2 mitraliere de 7.92 mm MG17 cu 2000 de gloanțe și 2 tunuri de 20 mm MG FF cu 120 de proiectile, avionul era și foarte bine înarmat, în comparație cu avioanele britanice, care erau echipate doar cu mitraliere de calibru mic. Folosit intens în Bătălia Angliei, a câștigat respectul RAF, fiind considerat superior modelului Spitfire, însă bătălia a punctat și câteva puncte slabe ale avionului. Cantitatea de combustibil pe care Bf 109 o putea suporta era prea mică pentru a escorta bombardierele Luftwaffe până pe teritoriul Angliei. Piloții germani aveau maxim 15 minute timp de zbor deasupra teritoriului britanic, înainte de a fii nevoiți să se întoarcă la bazele lor din Franța. Astfel, bombardierele rămâneau singure și deveneau pradă ușoară pentru avioanele de vânătoare britanice.
- Varianta F, sau "Friedrich", a fost reprezentat de o nouă formă a aripilor, a refacere completă a sistemului de răcire și a aerodinamicii fuselajului. Echipat de un DB 601N (1,332 cai putere), a fost considerat de mulți apogeul lui Bf 109. Armamentul a fost modificat, tunurile de 20 mm din aripi au fost înlăture în favoarea unuia singur plasat in spatele motorului, care trăgea prin butucul elicei. Intrat în serviciu în a doua jumătate a   anului 1941, era cel mai rapid avion de luptă din lume, atât pe Frontul de vest, cât și pe Frontul de est.Bf 109G-2.

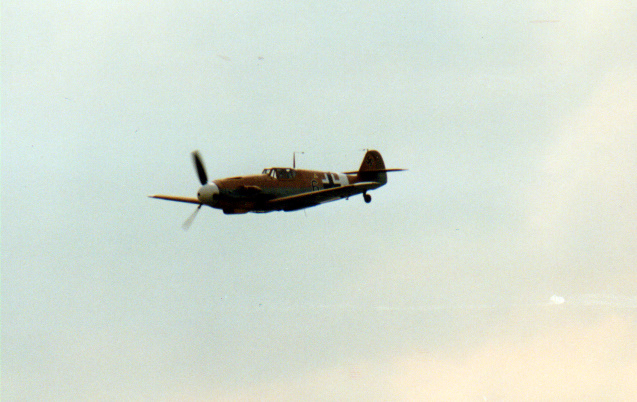
Bf 109G-2.

- Varianta G, sau "Gustav", introdusă în anul 1942, era diferită doar prin introducerea motorului DB 605 (1,455 cai putere). Fabricat în diferite versiuni de la G-1 la G-14, majoritatea erau capabile să zboare la mare altitudine, pentru a intercepta bombardierele aliaților, și erau echipate cu tunuri adiționale de 20 mm sau tunuri de 30 de mm MK 108, plasate sub aripi. Adiția injecției de apă MW-50, si a compresoarelor de înaltă altitudine au adus sporirea puterii motorului până la 1890-1973 cai putere.
- Ultima variantă de producție, varianta K "Kurfürst", introdusă la sfârșitul anului 1944, a adus mai multe îmbunătățiri aerodinamice, însă s-a concentrat mai mult pe standartizarea producției, pentru a facilita producția unui număr mare de avioane. Chiar și cu anumite defecte de producție, Bf 109 a continuat să performeze bine contra avioanelor aliate, P-51D, P-47D, La-9 sau Spitfire Mk. XIV.